# Міст Конфедерації
 Міст Конфедерації  (англ. Confederation Bridge), (фр. détroit de Northumberland) — міст через Нортумбрійську протоку між південним берегом провінції острова Принца Едварда і північним берегом провінції Нью-Брансвік.
Будівництво мосту розпочалося 1993 року й закінчилося через 4 роки, 3 травня 1997 року. Міст завдовжки 12 900 м обійшовся в 1,3 мільярда доларів.
Міст спирається на 62 опори, із них 44 — основні. Довжина основних прольотів мосту 250 метрів, ширина мосту становить 11 метрів, висота мосту над рівнем моря в протоці Нортумбрії дорівнює 40 метрам, в центральній частині, що призначена для проходу морських суден, сягає 60 метрів.